# Disney Magic
Die Disney Magic ist das erste Kreuzfahrtschiff, das für die Reederei Disney Cruise Line in Dienst gestellt wurde. Sie entspricht dem Panamax-Formfaktor und wurde mit 83.338 BRZ vermessen. Die Disney Magic ist im Schiffsregister der Bahamas eingetragen.

## Geschichte

### Bau und Indienststellung
Die Disney Magic entstand als erstes Neubauprojekt der Reederei auf der Fincantieri-Werft in Marghera, einem Stadtteil von Venedig. Der Bau des Schiffes mit der Nummer 5989 begann im Herbst 1996, wobei der Rumpf – bestehend aus zwei getrennten Sektionen – in Ancona (Bughälfte) und in Marghera (Heckhälfte) vorgefertigt wurde. Die Zusammenführung beider Einheiten, der Ausbau und die Fertigstellung fanden in Marghera statt. Der Stapellauf erfolgte am 12. April 1997. Probleme während der Bauzeit verzögerten die Indienststellung des Schiffs um etwa ein halbes Jahr. Nach der endgültigen Fertigstellung verließ die Disney Magic am 1. Juli 1998 die Werft und traf am 15. Juli 1998 in ihrem Heimathafen Port Canaveral ein. Dort wurde sie am 28. Juli 1998 von Patricia Disney, der damaligen Ehefrau von Roy E. Disney getauft und nahm am 30. Juli 1998 den Kreuzfahrtbetrieb auf.
Bei mehreren Aufenthalten im Trockendock der Werft Norshipco in Norfolk wurde die Disney Magic regelmäßig umfangreich renoviert und modernisiert.

### Einsatz
Nachdem die Disney Magic zeitweise an der US-amerikanischen Westküste eingesetzt war, läuft sie mittlerweile von Port Canaveral Ziele in der Karibik an. Während der Frühjahrs- und Sommermonate werden Kreuzfahrten im Mittelmeer (Basishafen Barcelona) und Nordeuropa (Basishafen Dover) durchgeführt. Am 9. Juli 1999 lief das Schiff zu seiner 100. Kreuzfahrt aus.

## Maschinenanlage und Antrieb
Das Schiff ist mit einer dieselelektrischen Maschinenanlage ausgestattet. Fünf Generatorsätze versorgen die Disney Magic mit elektrischer Energie. Jeder Generator ist mit einem von Sulzer entwickelten V16-Zylinder-Dieselmotor mit einer Leistung von 11.520 kW (ca. 15.670 PS) gekoppelt. Der eigentliche Antrieb des Schiffes ist konventionell mit Wellenanlage und Ruder ausgeführt. Die beiden General-Electric-Propellermotoren treiben je einen 4-Blatt-Festpropeller (Durchmesser ca. 5,50 m, Gewicht jeweils ca. 18,8 Tonnen) an. Als Manövrierhilfe bei niedrigen Geschwindigkeiten dienen drei Querstrahlsteueranlagen im Bug und zwei im Heck. Um Rollbewegungen zu dämpfen, ist das Schiff mit einem Paar Flossenstabilisatoren ausgestattet.

## Gestaltung, Kabinen und Bordeinrichtungen
Das Konzept der Disney Magic sowie die Auslegung der Kabinen wurden ganz auf die Bedürfnisse von Familien mit Kindern ausgerichtet. Das äußere Erscheinungsbild mit dunkelblauem Rumpf wurde in Anlehnung an die klassischen Ozeanliner entworfen und unterscheidet sich durch runde Formen mit großen Bullaugen und die stromlinienförmigen Aufbauten deutlich von dem Aussehen anderer moderner Kreuzfahrtschiffe. Die Farbgestaltung in rot, schwarz und gelb entspricht den Farben der Walt Disney Company. Die Disney Magic ist seit den neunziger Jahren das erste Fahrgastschiff, das mit zwei Schornsteinen ausgestattet ist, wobei die Abgase der Maschinenanlage jedoch nur durch den hinteren entweichen, während der vordere nur eine Attrappe ist und zu den öffentlich zugänglichen Bereichen gehört. Die roten Schornsteinblenden sind mit weißen Konturen der Micky Maus verziert. Waagerecht vor dem Schiffsheck hängt eine überlebensgroße Skulptur von Goofy an einem Seil, das nur notdürftig an seinem Arbeitsanzug befestigt ist; die für ihre waghalsige Aktion mit einem Riesenpinsel und zwei Farbtöpfen ausgerüstete Figur scheint soeben die Bemalung der Bordwand mit dem offiziellen Schiffsemblem "Disney Magic Nassau" fertiggestellt zu haben.
Auf der Disney Magic gibt es 877 Kabinen in verschiedenen Kategorien. Rund zwei Drittel davon sind Außenkabinen, teilweise mit Balkon. Die Größe der Kabinen liegt zwischen 17 und 28 m². Alle Unterkünfte können bis auf wenige Ausnahmen mit bis zu vier Passagieren belegt werden. Spezielle Familienkabinen sind für fünf Passagiere ausgelegt. Auf Deck 8 befinden sich die 22 luxuriös ausgestatteten Suiten, die auf Wohnflächen zwischen ca. 57 bis 88 m² („1-Bedroom“- und „2-Bedroom-Suite“) bis zu sieben Personen Platz bieten. Besonders bemerkenswert sind die beiden „Royal Suites“ („Walter E. Disney Suite“ und „Roy O. Disney Suite“) mit einer Fläche von etwa 95 m². Für Passagiere mit Körperbehinderung stehen 16 Kabinen zur Verfügung. Je nach spezifischer Ausstattung des Schiffes sind Unterkunftsmöglichkeiten für über 3.600 Passagiere vorhanden (der „Complete Guide to Cruising & Cruise Ships“ erwähnte im Jahr 2006 maximal 3.325 Passagiere).
Die Innenausstattung kombiniert Stilelemente des Art déco mit typischen Disney-Themen und -Figuren. In dem dreistöckigen, üppig verzierten Atrium befindet sich eine ca. 1,80 m große Bronzestatue, die Micky Maus als Steuermann zeigt. Der Kronleuchter wurde von dem Künstler Dale Chihuly entworfen. Die Gestaltung der öffentlichen Bereiche erinnert an die Radio City Music Hall in New York City. Das Haupttheater erstreckt sich über drei Decks und bietet Platz für ca. 1.000 Zuschauer. Im Gegensatz zu vielen anderen Kreuzfahrtschiffen, gibt es an Bord jedoch kein Spielkasino.

## Trivia
- Während die Disney Magic einen Hafen verlässt, spielt das Schiffshorn die ersten sieben Töne des Liedes „When You Wish upon a Star“ aus dem Film Pinocchio.
- Die Rettungsboote des Schiffes sind gelb lackiert – eine Parallele zu den gelben Schuhen von Micky Maus.[8]
- Die Gäste der Jungfernfahrt wurden im Rahmen einer Lotterie im Februar 1997 ausgesucht.[5]